# 이택규 (1875년)
이택규(李宅珪, 일본식 이름: 牧山宅珪마키야마 다쿠케이, 1875년 7월 20일 ~ 1951년 5월 4일)는 대한제국과 일제강점기의 관료로, 본적은 강원도 원주군 판부면이다.

## 생애
1902년 7월 통신사 전화과 주사로 임명되었으며 효릉 참봉(1905년 10월 7일 임명)과 강원도 원주군 주사(1906년 12월 21일 임명), 강원도 원주군수(1908년 1월 1일 임명)를 역임했다. 강원도 원주군 주사로 재직 중이던 1907년 의병 활동을 적극 방해하는 데에 가담했다.
1910년 10월 1일 강원도 원주군수로 임명되었고 1912년 8월 1일 일본 정부로부터 한국 병합 기념장, 1915년 11월 10일 다이쇼 대례 기념장을 받았다. 강원도 울진군수(1914년 3월 1일 임명)와 강원도 강릉군수(1918년 7월 1일), 강원도 통천군수(1923년 11월 9일 임명)를 역임했으며 1917년 4월 23일 강원도 지방토지조사위원회 임시위원으로 임명되었다. 강릉군수 재직 시절인 1919년 3월부터 4월까지 강원도 강릉에서 일어난 3·1 운동 확산을 저지하기 위해 강릉 곳곳을 순회하며 경고를 내리는 등 3·1 운동을 방해하는 데에 적극 가담했다.
1920년 5월 15일부터 6월 12일까지 내지시찰단 자격으로 일본을 방문했으며 1920년 9월 29일 일본 정부로부터 훈6등 서보장을 받았다. 1924년 12월 1일 충청남도 참여관, 충청남도 문관보통징계위원회 위원 및 보통시험 위원으로 임명되었고 1926년 2월 26일 일본 정부로부터 훈5등 서보장을 받았다. 1926년 9월 6일부터 1927년 6월 1일까지 충청북도 참여관을 역임했으며 1926년 10월 11일 충청북도 문관보통징계위원으로 임명되었다. 1927년 6월 3일부터 1936년 6월 2일까지 조선총독부 중추원 참의를 역임했으며 1927년 6월 30일 종4위(당시에는 귀족의 예우에 준하는 대우를 받았음)에 서위되었다. 1927년 10월 13일 일본 정부로부터 훈4등 서보장, 1928년 11월 16일 쇼와 대례 기념장을 받았고 1930년 1월 23일 국민협회 상담역으로 선임되었다.
1933년 2월 23일 조선총독부 중추원 대표로 만주에 주둔 중이던 일본군을 위문했으며 1933년 7월 조선총독부 중추원 시정연구회 경제부 주사위원으로 선임되었다. 1935년 이후부터 국민협회 이사를 역임하는 동안 일본의 중의원 의원 선거법을 조선에도 시행해 줄 것을 요구한 이른바 참정권 청원 운동에 참여했으며 1935년 10월 조선총독부로부터 시정 25주년 기념 표창을 받았다. 친일파 708인 명단의 중추원 부문과 도 참여관 부문, 민족문제연구소의 친일인명사전 수록자 명단의 중추원 부문과 관료 부문, 친일반민족행위진상규명위원회가 발표한 친일반민족행위 705인 명단에 포함되었다.

## 참고자료
- 친일반민족행위진상규명위원회 (2009). 〈이택규〉. 《친일반민족행위진상규명 보고서 Ⅳ-14》. 서울. 605~623쪽.